# Чемпионат России по греко-римской борьбе 2016

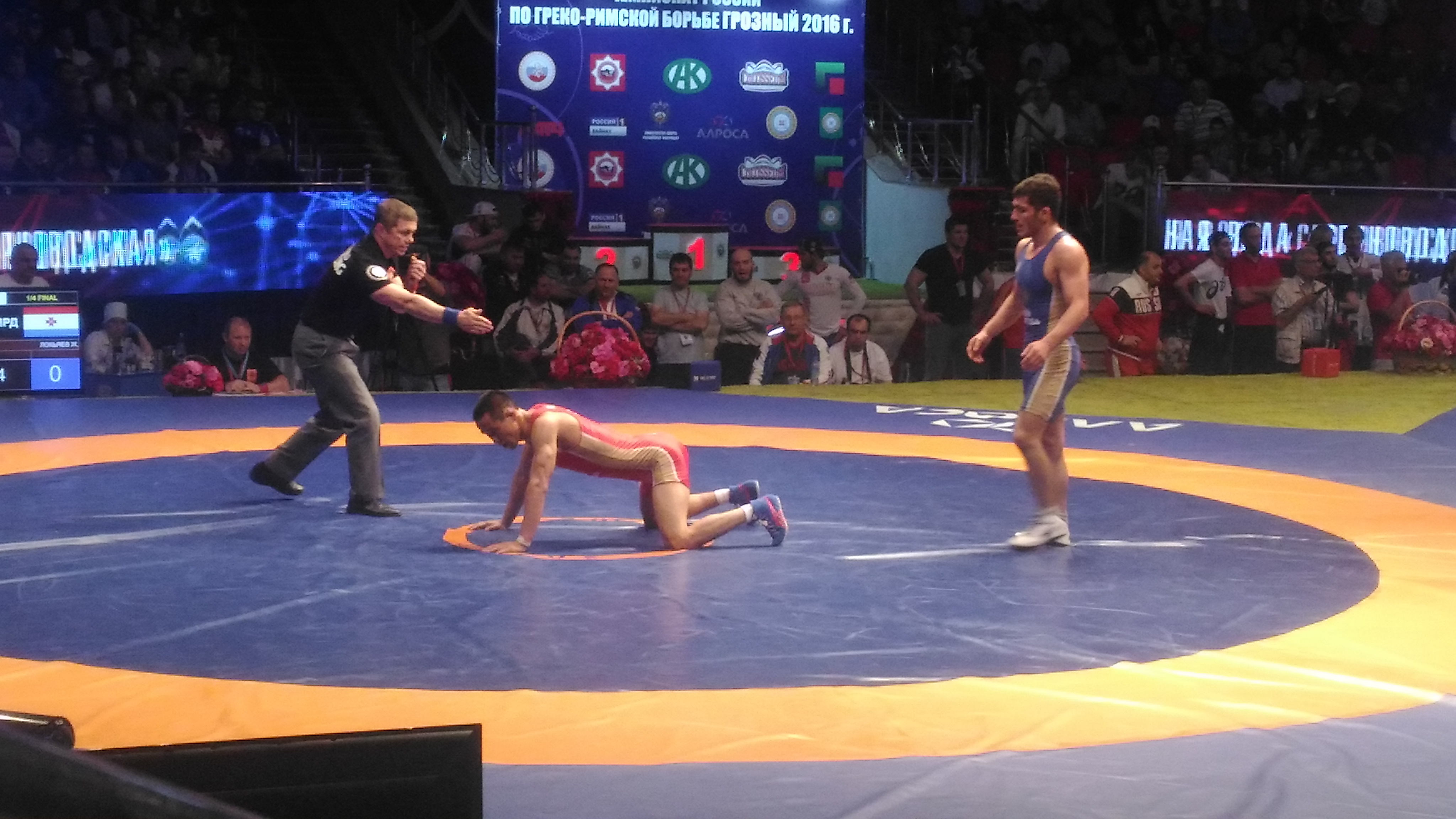
Одна из схваток чемпионата

Чемпионат России по греко-римской борьбе 2016 года проходил в Грозном 2-7 июня в спорткомплексе «Колизей». Инициатором проведения чемпионата в Грозном стал Бувайсар Сайтиев. Соревнования были окончательным отборочным этапом для участия в Олимпийских играх 2016 года в Рио-де-Жанейро.

## Медалисты
| Категория | Золото                                                   | Серебро                                         | Бронза                                                                                                  |
| --------- | -------------------------------------------------------- | ----------------------------------------------- | --- |
| до 59 кг  | Ибрагим Лабазанов Санкт-Петербург, Ростовская область    | Степан Марянян Краснодарский край               | Мингиян Семёнов Красноярский край Жамболат Локьяев Мордовия, Кабардино-Балкария                         |
| до 66 кг  | Ислам-Бека Альбиев Чечня, Москва                         | Артём Сурков Мордовия, Москва                   | Адам Курак Красноярский край, Москва Алексей Киянкин Мордовия, Москва                                   |
| до 71 кг  | Абуязид Манцигов Чечня, Владимирская область             | Артём Тарзян Адыгея                             | Адлет Тюлюбаев Омская область Исмаил Сайдхасанов Чечня, Ростовская область                              |
| до 75 кг  | Ильяс Магомадов Чечня, Москва                            | Чингиз Лабазанов Санкт-Петербург                | Александр Чехиркин Ростовская область, Москва Ираклий Каландия Ростовская область, Свердловская область |
| до 80 кг  | Рамазан Абачараев Ростовская область, Дагестан           | Руслан Исаков Санкт-Петербург                   | Магомедали Магомедалиев Москва, Дагестан Азамат Хакулов Москва, Кабардино-Балкария                      |
| до 85 кг  | Давит Чакветадзе Москва, Ямало-Ненецкий автономный округ | Алексей Мишин Москва, Мордовия                  | Сосруко Кодзоков Москва Азамат Бикбаев Башкортостан                                                     |
| до 98 кг  | Ислам Магомедов Ростовская область, Чечня                | Муса Евлоев Москва, Калининградская область     | Константин Ефимов ХМАО, Хабаровский край Кантемир Магомедов Москва, Кабардино-Балкария                  |
| до 130 кг | Сергей Семёнов Москва, Краснодарский край                | Виталий Щур Кемеровская область, Алтайский край | Курбан Нажмудинов Москва, Рязанская область Билял Махов Дагестан, Ямало-Ненецкий автономный округ       |